# Den Haag Moerwijk vasútállomás
Den Haag Moerwijk vasútállomás vasútállomás Hollandiában, Hága városában.

## Vasútvonalak
Az állomást az alábbi vasútvonalak érintik:
- Amsterdam–Rotterdam-vasútvonal
- Haaglanden tram line 16
- Haaglanden tram line 16

## Kapcsolódó állomások
A vasútállomáshoz az alábbi állomások vannak a legközelebb:
- Den Haag Hollands Spoor station (Den Haag Hollands Spoor station, észak)
- Rijswijk vasútállomás (Rotterdam Centraal, dél)
- Alberdingk Thijmstraat (Van Boetzelaerlaan (Statenkwartier), Haaglanden tram line 16, kelet)
- Heeswijkplein (Dorpskade (Wateringen), Haaglanden tram line 16, délnyugat)